# Marco Schneuwly
Marco Schneuwly (* 27. März 1985 in Bern) ist ein ehemaliger Schweizer Fussballspieler auf der Position des Stürmers. 

## Karriere

### Vereine
Schneuwly stammt aus der Jugend des FC Wünnewil und wechselte von dort aus weiter zum FC Fribourg, wo er auch erstmals im Seniorenbereich zum Einsatz kam. Dann ging er 2002 weiter zum BSC Young Boys. Dort stand er ab dem Jahr 2004 im Profikader und spielte 2006 leihweise für den FC Sion und in der Saison 2006/07 für den SC Kriens. Nach seiner Rückkehr zu den Young Boys gelang ihm in der Saison 2008/09 der endgültige Durchbruch: In 32 Einsätzen kam er auf neun Treffer, mit dem BSC wurde er Vizemeister. Im Januar 2012 wechselte Schneuwly zum FC Thun, für den er in 14 Rückrundenpartien sechs Tore erzielte.
Im Frühling 2014 ging er zum Ligakonkurrenten FC Luzern. In seiner ersten Saison 2014/15 bei den Innerschweizern erzielte er 17 Meisterschaftstore, 2 Tore in der Europa-League-Qualifikation und 6 Tore im Schweizer Cup 2014/15. In seiner zweiten Saison 2015/16 beim FCL erzielte er 16 Meisterschaftstore und 6 Tore im Schweizer Cup 2015/16. Im dritten Jahr beim FC Luzern schoss Schneuwly 21 Tore, davon 14 in der Meisterschaft 2016/17, 6 Tore im Schweizer Cup 2016/17 und 1 Tor in der Europa-League-Qualifikation. Sein Vertrag lief bis 2018. Auf die Saison 2017/18 hin wechselte er zum FC Sion und erzielte in 32 Ligaspielen sieben Tore.
In der Sommerpause 2018 unterschrieb Schneuwly einen Zweijahresvertrag beim FC Aarau. Anschliessend beendete er dort seine aktive Karriere als Spieler.

### Nationalmannschaften
Schneuwly spielte in diversen Juniorenländerspielen von der U-15 bis zur U-21 für die Schweiz. 2002 gewann er mit der U-17 den Europameistertitel.

## Erfolge

### Nationalmannschaft
- U-17-Europameister: 2002

## Auszeichnungen
- Torschützenkönig Schweizer Cup: 2014/15, 2015/16
- Fribourger Sportler des Jahres: 2016[5]

## Sonstiges
Mit seinem Bruder Christian Schneuwly spielte er vier Jahre lang im gleichen Team. Drei Saisons zwischen 2007 und 2011 bei den BSC Young Boys, in der Saison 2013/2014 beim FC Thun und von Januar 2016 bis Juni 2017 beim FC Luzern, ehe Marco Schneuwly zum FC Sion wechselte.
Seit dem 1. August 2020 ist er für seinen ehemaligen Verein FC Luzern als Talentmanager tätig.